# Taurhynchus xanthopterus
Taurhynchus xanthopterus là một loài ruồi trong họ Asilidae. Taurhynchus xanthopterus được Wiedemann miêu tả năm 1828.